# S.P.O.C.K
S.P.O.C.K (Star Pilot On Channel K) – szwedzki zespół synthpop powstały 6 marca 1988 roku w Malmö.

## Historia
Założycielami zespołu byli autor tekstów Eddie Bengtsson (uprzednio członek założyciel grupy Page), Finn Albertsson, i wokalista Alexander Hofman. Na przestrzeni lat skład zmieniał się – od 1994 do 1998 roku w skład zespołu wchodził Johan Billing ale największe zmiany nastąpiły wraz z wydaniem w 1999 roku płyty S.P.O.C.K: 1999. W zespole pozostał wtedy tylko jeden z założycieli Alexander Hofman, do którego dołączyli Johan Malmgren (były członek Elegant Machinery i Aaron Sutcliffe) i Christer Hermodsson.

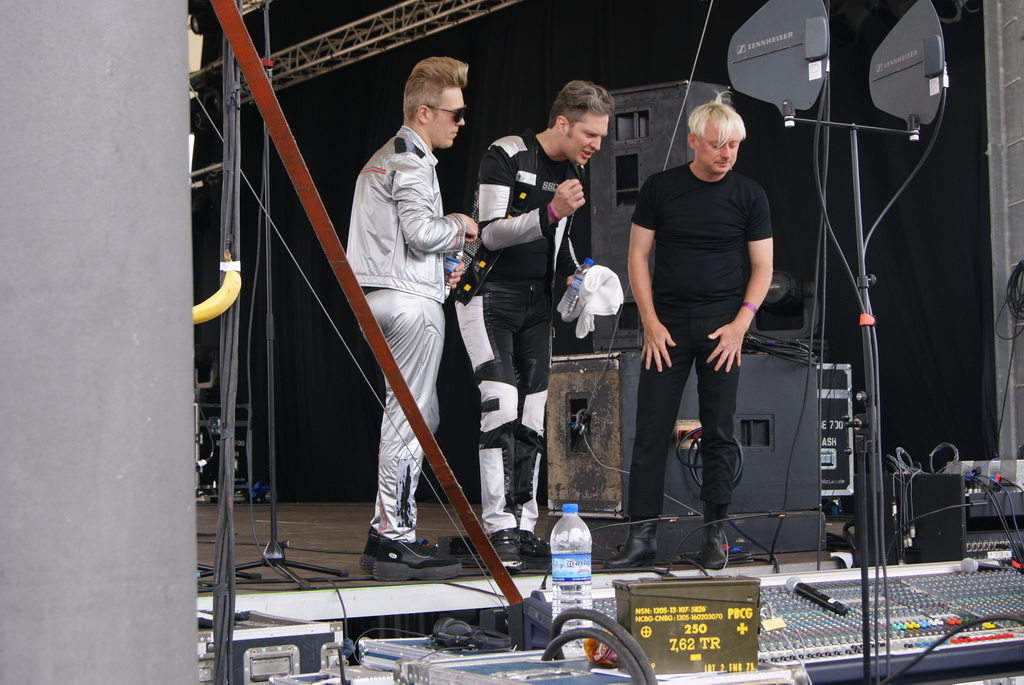
S.P.O.C.K podczas Blackfield Festival 2010

W roku 1988 Eddie Bengtsson napisał kilka piosenek z myślą o przyjęciu urodzinowym Finna Albertssona, wykonać miał je Alexander Hofman. Ten, dość spontanicznie powstały zespół trzej młodzi ludzie nazwali Mr. Spock (na cześć Spocka, postaci z serialu Star Trek). Po debiutanckim przyjęciu urodzinowym przez kilka miesięcy zespół kontynuował występy na podobnych domowych imprezach jednak wkrótce pojawiły się poważniejsze koncertowe propozycje. W roku 1989 członkowie zespołu wystąpili do wytwórni Paramount Pictures o zgodę na wykorzystywanie nazwy „Mr. Spock”. Wytwórnia zażądała jednak tak wysokich opłat za ten przywilej, że zespół przemianował się na inicjały S.P.O.C.K, które są akronimem Star Pilot On Channel K.
Pierwsze komercyjne sukcesy zespołu pojawiły się w roku 1990, kiedy to szwedzka wytwórnia Accelerating Blue Fish wydała limitowaną edycję utworu Silicon Dream na 7” singlu. W roku 1997 członkowie S.P.O.C.K uruchomili swą własną wytwórnię płytową SubSpace Communications. W roku 2010 Christer Hermodsson odchodzi z zespołu chcąc skupić się na innych kierunkach i projektach muzycznych. Na obecny skład zespołu składają się Alexander Hofman (Android – jedyny z założycieli), klawiszowiec Valdi Solemo (Val Solo) oraz klawiszowiec Johan Malmgren (Yo-Haan).
Na przestrzeni ostatnich lat zespół skupił się głównie na występach na żywo. Występują najczęściej w Niemczech, ale też w Szwecji, Kanadzie czy Estonii. Występował na Wave Gotik Treffen w latach 2000, 2001, 2002, 2008, 2010.

## Styl muzyczny
Warstwa liryczna utworów S.P.O.C.K najczęściej koncentruje się na opowieściach w stylu science fiction, ze szczególnym uwzględnieniem serii Star Trek. Inne utwory traktują o relacjach ludzie-obcy czy życiu w przestrzeni kosmicznej. Do najbardziej rozpoznawalnych utworów zaliczają się: Alien Attack, E.T. Phone Home, Never Trust a Klingon, Not Human, In Space No One Can Hear You Scream, Mr. Spock's Brain, Dr. McCoy oraz Astrogirl.
Na scenie członkowie zespołu przyjęli image cyberpunk/sf. I tak Eddie Bengtsson nazwał się „Eddie B. Kirk”, Alexander Hofman przyjął miano „Android”, a Finn Albertsson „Cybernoid”. Wraz z takimi zespołami jak Page, Elegant Machinery, Sista Mannen På Jorden czy Kiethevez, S.P.O.C.K kształtuje postać szwedzkiego synthpopu.
W roku 1999 Johan Malmgren ze S.P.O.C.K we współpracy z Eskilem Simonssonem z grupy Covenant stworzyli zespół Aaron Sutcliffe grający synthpopowe covery utworów Elvisa Presleya.

## Skład
- Alexander Hofman (Android)
- Valdi Solemo (Val Solo)
- Johan Malmgren (Yo-Haan)

## Galeria

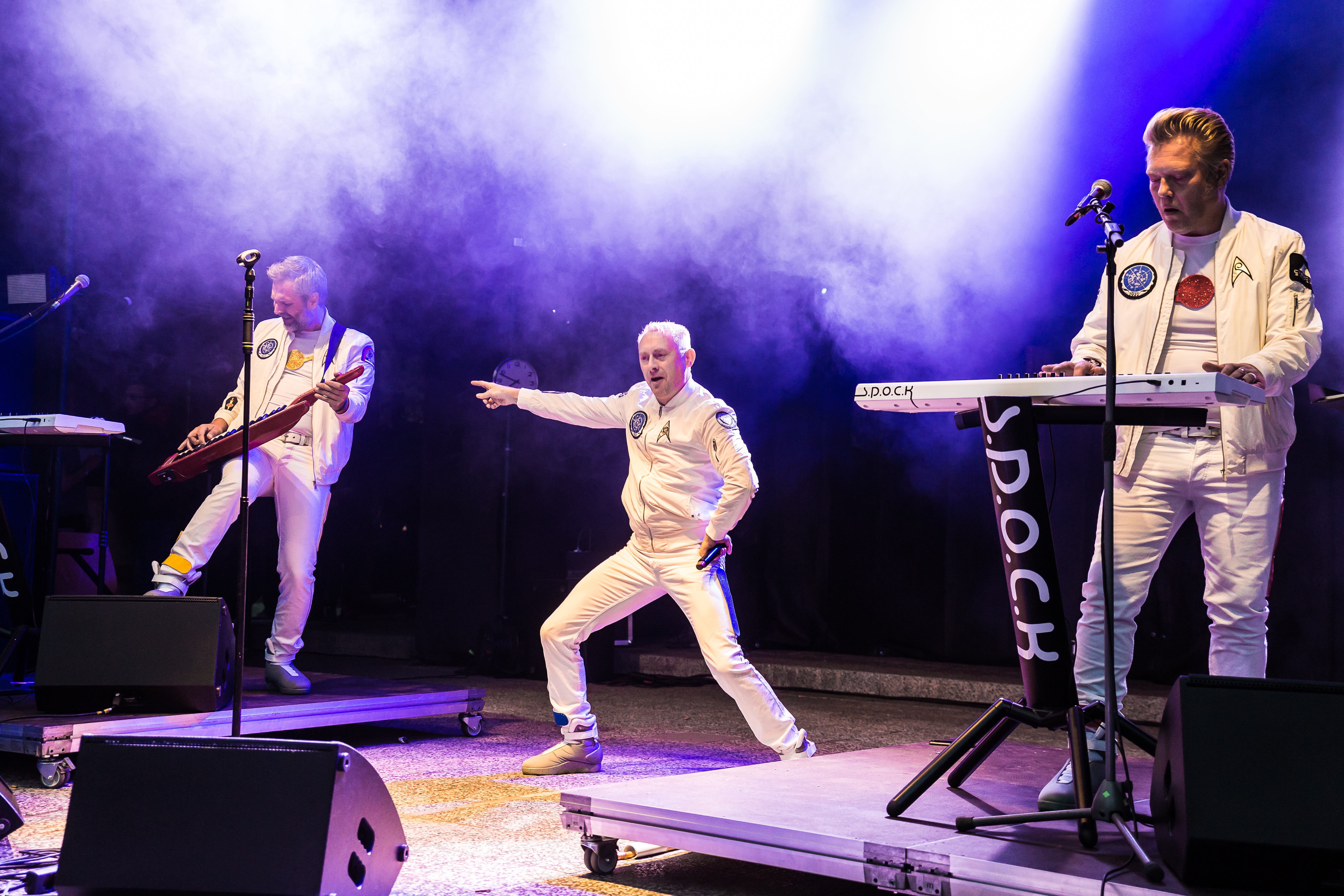
S.P.O.C.K w 2018r.
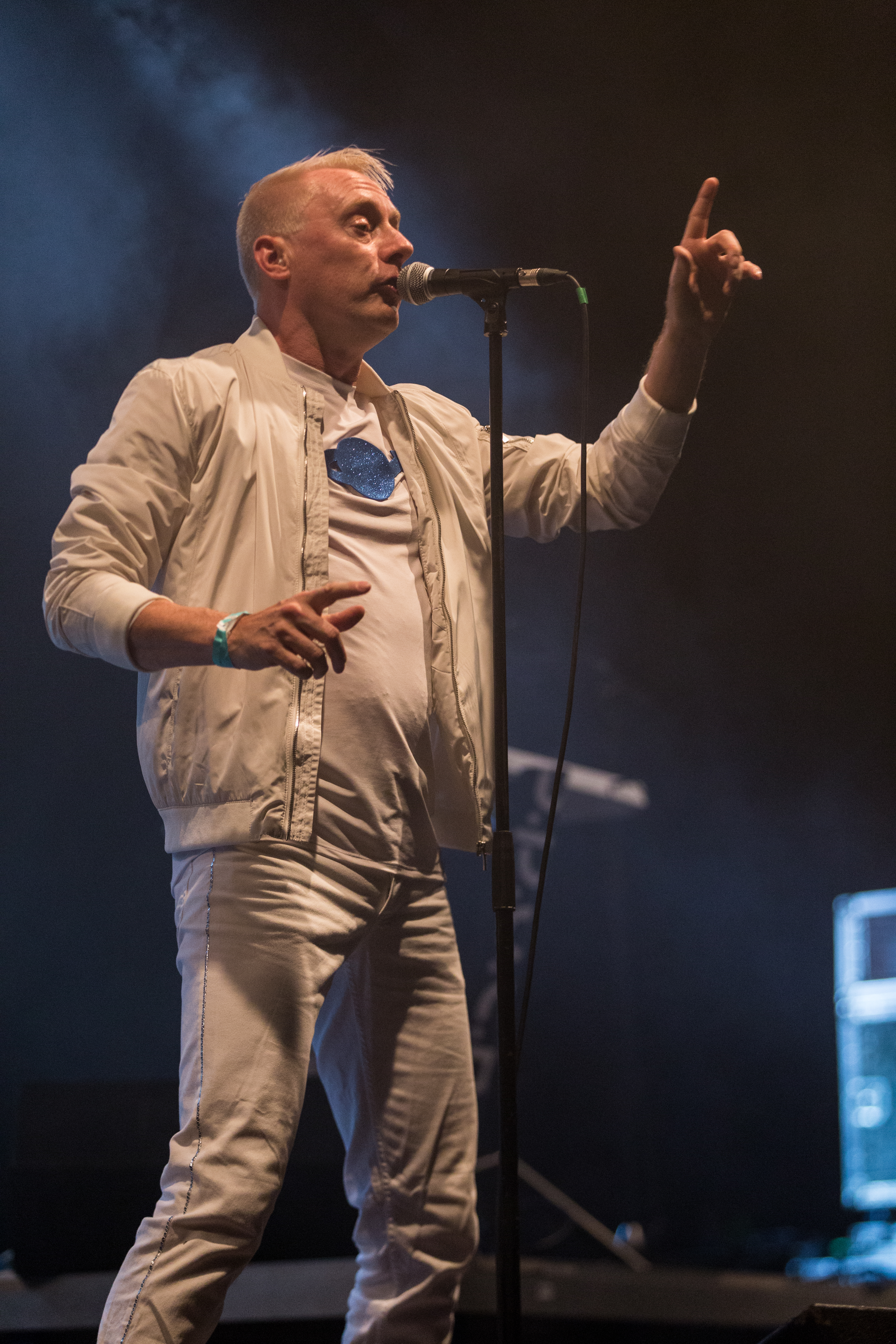
Alexander Hofman
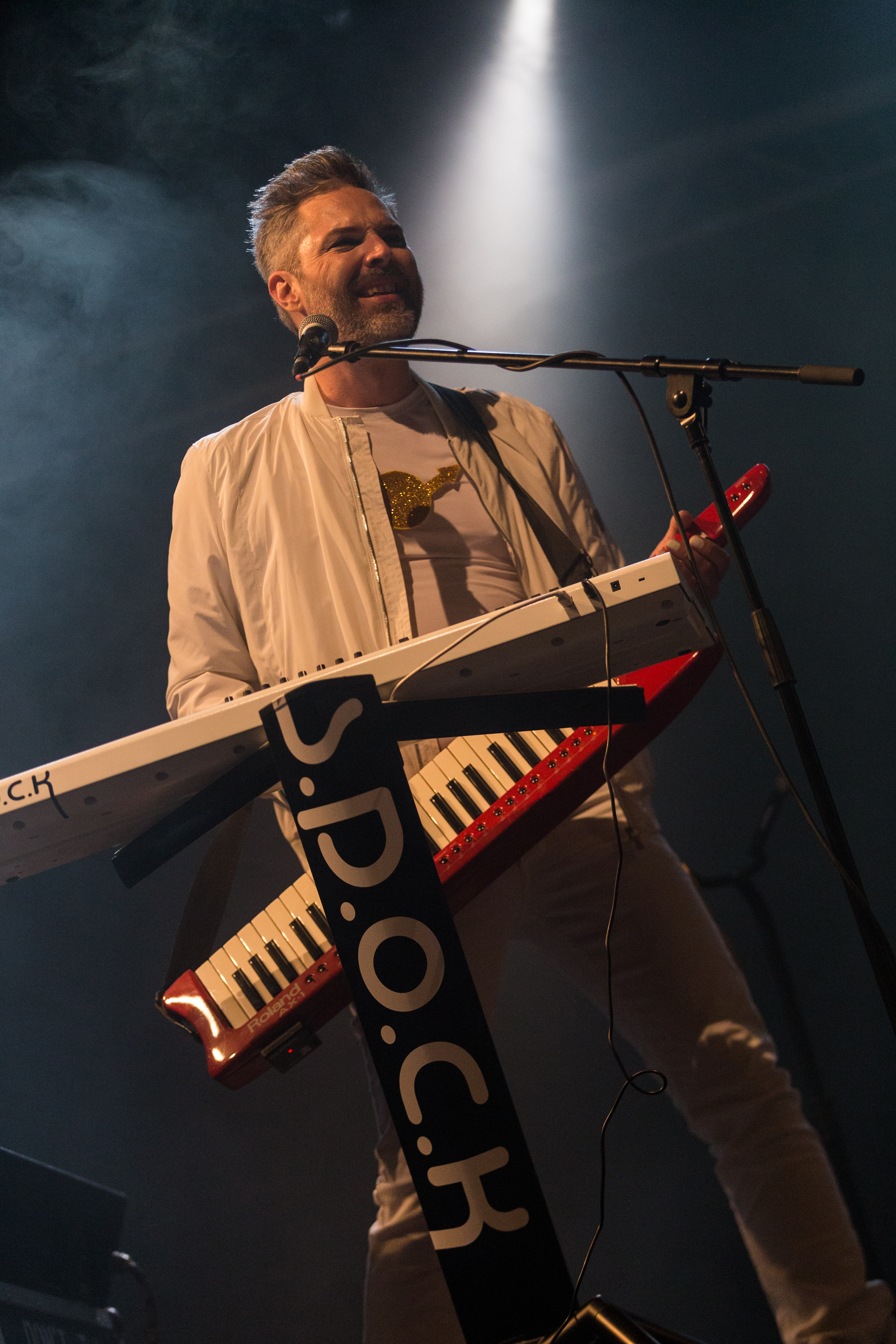
Valdi Solemo
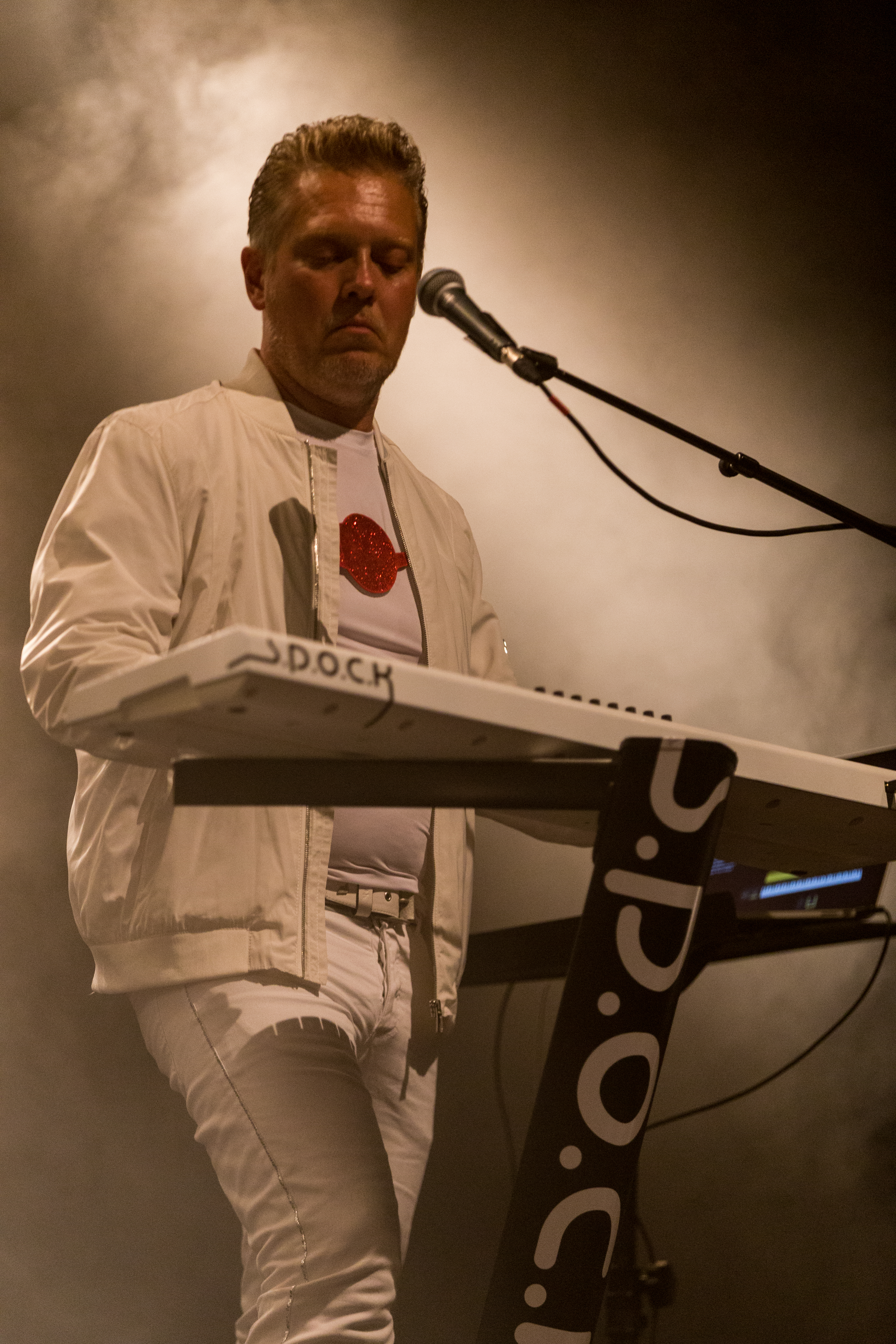
Johan Malmgren

## Dyskografia

### Albumy
- Five Year Mission – CD (1993) Energy Rekords
- Alien Worlds – CD (1995) Energy Rekords
- A Piece of the Action – 2xCD Ltd. Edition (1995) Energy Rekords
- Assignment: Earth – CD (1997) SubSpace Communications/VISION Records/TCM Musikproduktionsgesellschaft mbH • CD (1998) SubSpace Communications
- Earth Orbit: Live – CD (1997) SubSpace Communications/VISION Records
- Official Fan Club – CD (1997) no label
- S.P.O.C.K: 1999 – CD (1999) SubSpace Communications/VISION Records
- 2001: A S.P.O.C.K Odyssey – CD (2001) Bloodline/SubSpace Communications
- Another Piece of the Action – CD i Winyl (limitowany do 500 kopii) (2012) SubSpace Communications

### Single
- Silicon Dream – 7” (1990) Accelerating Blue Fish
- Never Trust a Klingon – CD Single (1992) Energy Rekords
- Strange Dimensions – CD Single (1993) Energy Rekords
- Never Trust a Klingon (2294 AD) – CD Single (1994) Energy Rekords
- Astrogirl – CD Single (1994) Energy Rekords
- All E.T:s Aren't Nice – CD Single (1995) Energy Rekords
- Alien Attack – CD Single (1997) SubSpace Communications/VISION Records
- E.T. Phone Home – CD Single (1997) SubSpace Communications/VISION Records
- Speed of Light – CD Single (1998) SubSpace Communications
- Dr. McCoy – CD Single (1998) SubSpace Communications
- Klingon 2000 – CD Single (2000) Bloodline/SubSpace Communications
- Where Rockets Fly – CD Single (2000) Bloodline/SubSpace Communications
- Queen of Space – CD Single (2001) SubSpace Communications
- Satellites – CD Single (2001) Bloodline/SubSpace Communications

### Nagrania video
- Live At Virtual X-Mas 93 – VHS (1994) Energy Rekords

### Wystąpienia na kompilacjach
- I Sometimes Wish I Was Famous – A Swedish Tribute To Depeche Mode – CD track No. 10 „Ice Machine” – Depeche Mode cover (1991) Energy Rekords
- Virtual X-mas 92 – CD track No. 5 „White Christmas” (1992) Energy Rekords
- Technopolis Vol. VII – CD track No. 8 „Never Trust a Klingon (Gravity Version)” (1992) Back In Black – Unofficial Release
- To Be Stun – CD track No. 8 „E-lectric” (1993) Rayher Disc
- Moonraker – 2xCD disc No. 2 track No. 7 „Never Trust a Klingon” (1994) Sub Terranean
- Virtual Energy – Volume Two – CD track No. 6 „Beam Me Up (Transporter Mix)” (1994) Energy Rekords
- Virtual X-mas 94 – CD track No. 1f „Never Trust a Klingon”, No. 1g „E-lectric” and No. 1h „Strange Dimensions” (1994) Energy Rekords
- To Cut A Long Story Short – A Tribute to the Pioneers of Electronic Pop – CD track No. 2 „Planet Earth” (1995) Energy Rekords
- Energy Rekords & Beat That! Records 1996 – CD track No. 9 „Astrogirl (Original)” and No. 10 „Trouble With Tribbles” (1996) Energy Rekords
- Popnation – Best of Blekingska Nationen 1994-1996 – CD track No. 19 „Astrogirl” (1996) Beat That!
- Electric Ballroom – 2xCD disc No. 2 track No. 5 „Stranged (Limited Version)” (1997) Sub Terranean
- Neurostyle Vol. VII – CD track No. 6 „Not Human” (1997) Sub Terranean
- Sauna – Hösten 1997 – CD track No. 6 „Not Human” (1997) Suana Magazine
- Sound-Line Vol. 6 – CD track No. 12 „E.T. Phone Home” (1997) Side-Line
- A RefleXion of Synthpop Volume 1 – CD track No. 2 „Human Decision Required (Re-Edit) „ (1998) Maschinenwelt Records
- Best of Electronic Music – 2xCD Ltd. Edition disc No. 1 track No. 7 „Dr. McCoy” (1998) TCM Musikproduktionsgesellschaft mbH
- Binary Application Extension 05 – CD track No. 15 „Force of Life” (1998) Genocide Project
- Deejay Tribe – 2xCD disc No. 2 track No. 9 „Speed of Light” (1998) Credo
- We Came to Watch Part 1 – VHS „E.T. Phone Home” (1998) Credo/Nova Tekk
- EBM Club Classics – 2xCD disc No. 2 track No. 6 „Never Trust a Klingon (A Version)” (1998) Synthetic Symphony
- Pleasure & Pain Volume One – CD track No. 3 „Alien Attack” and track No. 10 „All the Children Shall Lead” (1998) TCM Musikproduktionsgesellschaft mbH
- Public Communication 1 – CD track No. 3 „Spacewalk” (1998) SubSpace Communications
- Strange Love 2 – CD track No. 13 „Speed of Light” (1998) Orkus
- Best of Electronic Music Vol. 2 – 2xCD disc No. 1 track No. 12 „Never Trust a Klingon (Mox Epoques Federation Mix)” (1999) TCM Musikproduktionsgesellschaft mbH
- Dion Fortune Sampler Vol. VI – CD track No. 17 „E.T. Phone Home” Dion Fortune
- Elegy – Numéro 4 – CD track No. 5 „E.T. Phone Home (Live)” (1999) Dion Fortune
- Wellenreiter In Schwarz Vol. 3 – 2xCD disc No. 1 track No. 13 „Dr. McCoy (Synchronisiert)” (1999) Credo/Nova Tekk
- World of Synthpop – 2xCD disc No. 2 track No. 1 „Spacewalk” (1999) Sterntaler/Zoomshot Media Entertainment
- Xtra Compilation II – 2xCD disc No. 1 track No. 6 „Spacewalk” (1999) Angelwings
- Zillo Club Hits – CD track No. 13 „Dr. McCoy (Classic Version)” (1999) Zillo
- Zillo Festival Sampler 1999 – 2xCD disc No. 2 track No. 8 „Out There” (1999) Zillo
- ZilloScope: New Signs & Sounds 04/99 – CD track No. 7 „Star Pilot On Channel K” (1999) Zillo
- Cover Classics Volume Two – CD track No. 4 „I Don't Know What It Is” – Pete Shelly cover (2000) VISION Records
- Cyberl@b V2.0 – 2xCD disc No. 1 track No. 7 „Dr. McCoy (Classic)” (2000) Matrix Cube
- Electro Club Attack – Shot Three – 2xCD disc No. 2 track No. 6 „Klingon 2000 (Danny B's Phaser House Cut)” (2000) XXC/Zoomshot Media Entertainment
- ElectroManiac Vol. 1 – CD track No. 4 „Out There” (2000) Bloodline
- Gothic Compilation Part XII – CD track No. 8 „Where Rockets Fly (Original Version)” (2000) Batbeliever Releases
- The Best of Loves – A Tribute to Depeche Mode – CD track No. 10 „Ice Machine” – Depeche Mode cover (2000) Energy Rekords
- World of Synthpop 2 – 2xCD disc No. 1 track No. 4 „Out There” (2000) Sterntaler
- Best of Electronic Music Vol. 3 – 2xCD disc No. 1 track No. 7 „Satellites (Sputnik Mix)” (2001) Bloodline
- Clubline Volume 2 – CD track No. 3 „Queen of Space (Stop Dave, I'm Going Crazy ...)” (2001) Bloodline
- Clubline Volume 3 – CD track No. 1 „Reactivated” (2001) Bloodline
- D-Side 2 – CD track No. 12 „Where Rockets Fly (Electromix)” (2001) D-Side
- Electro Club Attack – Shot Four – 2xCD disc No. 2 track No. 7 „Where Rockets Fly” (2001) XXC/Zoomshot Media Entertainment
- Euro Rock Fest VL 2001 – 2xCD disc No. 1 track No. 9 „Where Rockets Fly (Electromix)” (2001) Angelwings/Zoomshot Media Entertainment
- Ghosts from the Darkside Vol. 3 – 2xCD „Klingon 2000 (Radio Mix)” (2001) Purple Flower
- M'era Luna Festival 2001 – 2xCD disc No. 2 track No. 9 „Queen of Space (Stop Dave, I'm Going Crazy 2001)” (2001) Oblivion
- New Forms of Synthetic Pop V.2.0 – CD track No. 8 „Satellites” (2001) Bloodline
- Pleasure and Pain Volume Two – CD track#1 „I Don't Know What it Is” and track No. 9 „Star Pilot On Channel K” (2001) Bloodline
- PRGDA vs. SSC – CD track No. 1 „Astrogirl's Secret” (2001) SubSpace Communications
- Sonic Seducer Cold Hands Seduction Vol. XII – CD + VCD, video No. 9 „Take Me to the Stars” and video No. 10 „Interview” (2001) Sonic Seducer
- Strange Love 5 – CD track No. 12 „Satellites (Sputnik Mix)” (2001) Orkus
- Volume 6 – CD track No. 5 „Satellites (Single Version)” (2001) Prospective Music Magazine
- World of Synthpop 3 – 2xCD disc No. 1 track No. 5 „Reactivated” (2001) Sterntaler/Zoomshot Media Entertainment
- Zillo Club Hits 6 – CD track No. 11 „Queen of Space” (2001) Zillo
- Clubline Volume 1 – CD track No. 7 „Klingon 2000” (2002) Bloodline
- World of Synthpop 4 – 2xCD disc No. 1 track No. 4 „Babylon 5” (2002) Sterntaler/Zoomshot Media Entertainment